# Rouwstoet

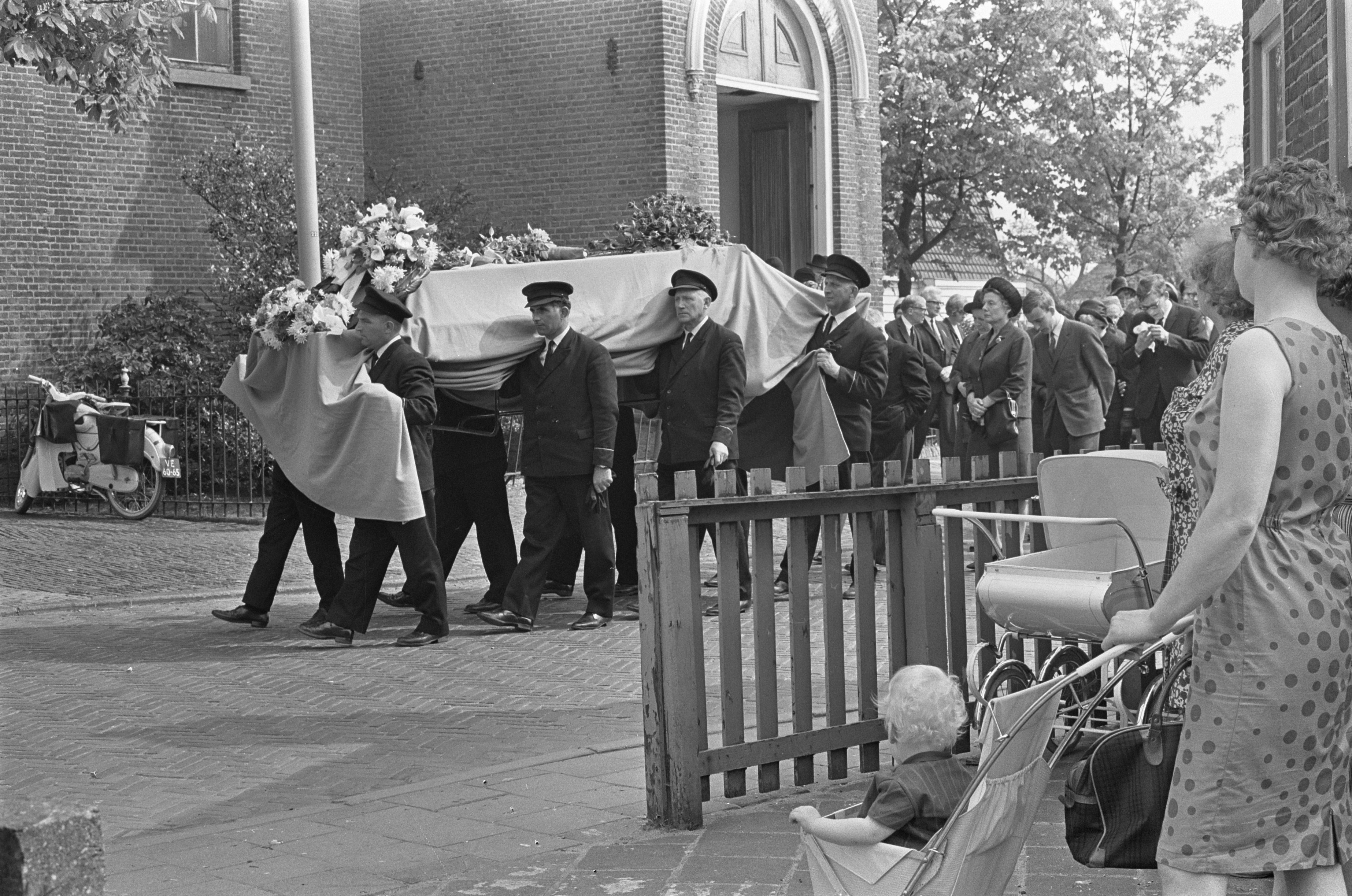
Een rouwstoet verlaat de hervormde. kerk Ilpendam op weg naar het nabijgelegen kerkhof, Overledene is H.M. van Randwijk (1966)

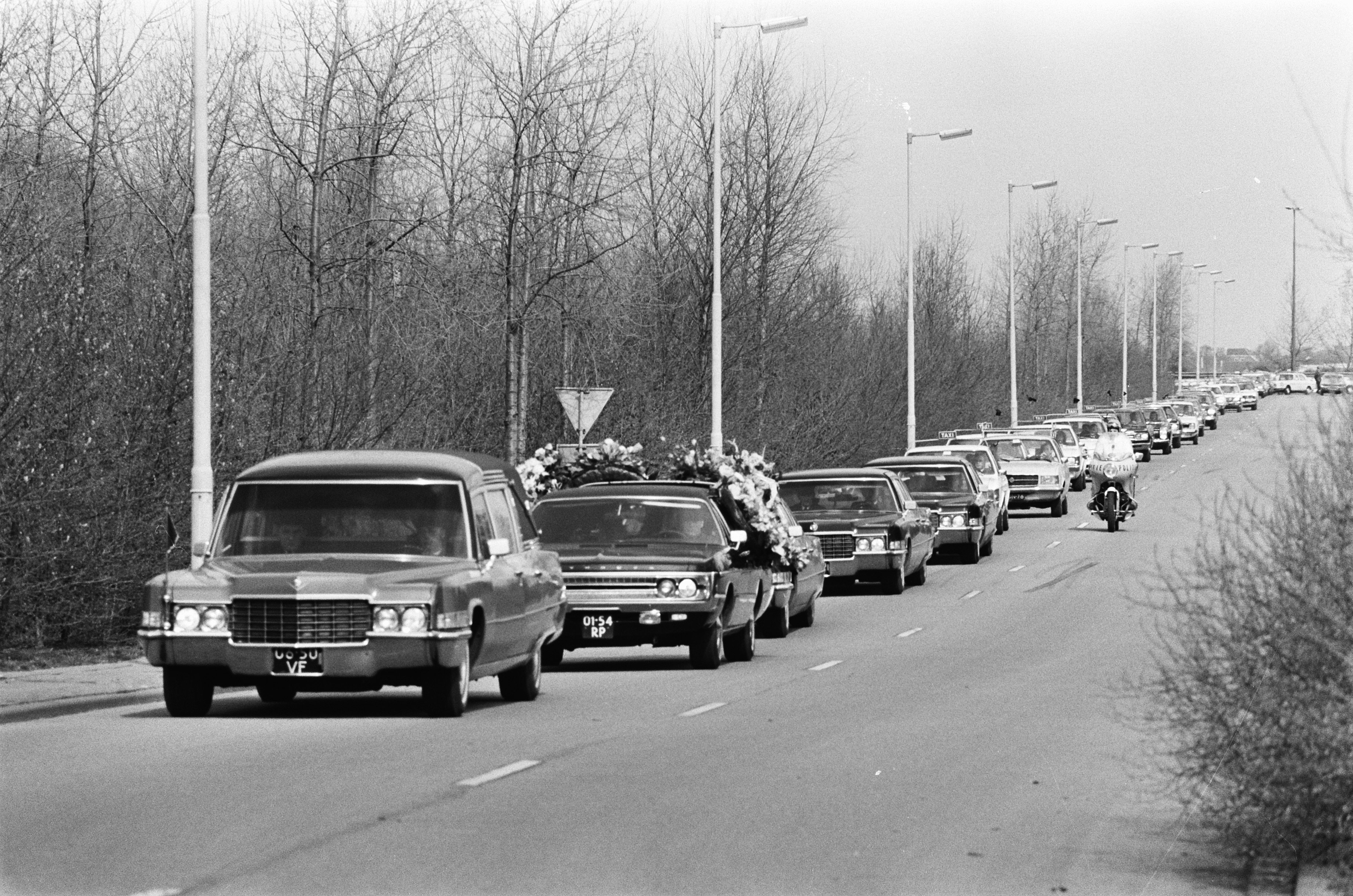
Vermoorde Rotterdamse taxichauffeur begraven op Hofwijk in Rotterdam; de rouwstoet gevolgd door een lange rij taxis (1975)

Een rouwstoet of uitvaartstoet is een stoet gevormd door rouwende mensen, die de overledene naar zijn laatste rustplaats vergezellen.
De stoet zelf wordt gevormd na de uitvaartplechtigheid in de kerk of een ander gebouw waar plechtig afscheid wordt genomen. Daarna wordt het stoffelijk overschot in of op een rouwauto geplaatst. In sommige culturen wordt het stoffelijk overschot gedragen door de rouwenden.
In de stoet volgen de rouwenden de kist, in volgorde van belangrijkheid of betrokkenheid bij de overledene of diens familie.
Op de begraafplaats wordt na de teraardebestelling de stoet ontbonden.

## Wettelijke regeling in Nederland
In het verleden werd een rouwstoet in het Nederlandse verkeer behandeld als een militaire colonne: het was verboden hem te doorkruisen. Die regel werd in 1991 afgeschaft (RVV 1990). Na klachten van de uitvaartbranche dat rouwstoeten te weinig gerespecteerd werden door andere weggebruikers is het doorkruisen van een uitvaartstoet van motorvoertuigen op gelijkwaardige kruispunten sinds 1 juli 2010 opnieuw verboden. Om de herkenbaarheid van een uitvaartstoet van motorvoertuigen te bevorderen moeten de wagens voorzien zijn van een bij ministerieel besluit vastgesteld herkenningsteken (zwarte vlaggetjes). Zijn er geen herkenningstekens aanwezig (of de verkeerde) en/of begeleiden ze niet het lichaam van de overledene dan zijn ze geen uitvaartstoet van motorvoertuigen in de zin van de Nederlandse wet. Voor een dergelijke rouwstoet gelden de gewone verkeersregels. Daaronder valt ook bijvoorbeeld de voetgangerscolonne naar een begraafplaats, een stille tocht enz. Hier geldt geen verbod tot doorsnijden, maar uit beleefdheid en respect doorsnijden de meeste weggebruikers deze stoeten niet.